# Alalá
El alalá es un género musical folclórico de carácter lírico desarrollado en Galicia (España). 
Se trata de una melodía originaria del noroeste de la provincia de La Coruña y que se supone de origen oriental y forma parte del folklore de Galicia. Humboldt considera la aliteración alalá como reliquia de una lengua primitiva.
Este cantar se caracteriza por sus estribillos onomatopéyicos.